# بوب كاسيلي
بوب كاسيلي (بالإنجليزية: Bob Cassilly)‏ هو روبرت جيمس كاسيلي (ولد في 9 تشرين الثاني عام 1949 وتوفي في 26 أيلول 2011) هو نحات أمريكي ومقاول ومخرج. كان كاسيلي مؤسس متحف المدينة المميز الذي يقع في وسانت لويس بولاية ميزوري والذي يستقطب أكثر من 700 ألف زائر سنويا وهو واحد من الأماكن التي تجذب السياح الرائدة في المدينة.

## سيرته

### بداية حياتة
ولد كاسيلي في ضاحية ويبستر غروفز بولاية ميزوري. أمه كانت ربة منزل وكان والده مقاول بناء. بدأ بترك المدرسة في سن 14 للعمل كمتدرب لنحات محلي يدعى رودولف توريني. تخرج كاسيلي من مدرسة فياني الثانوية ثم حصل بعد ذلك على درجة البكالوريوس في الفنون من جامعة فونتبون في سانت لويس.

## مهنته ومنحوتاته
قام كاسيلي ببناء وإدارة مطعم بعد تخرجه من الجامعة. ثم باع مطعمه مما سمح له بالانتقال إلى هاواي حيث قام بنحت تماثيل خشبية. يقال أن كاسيلي تعب من العيش في هاواي وعاد إلى مسقط رأسه في سانت لويس في حين كان يدرس للحصول على درجة الماجستير في الفن في جامعته جامعة فونتبون، التقى بزوجته الثانية النحاتة غيل سوليودا. ظلوا شركاء في العمل حتى طلاقهما في عام 2002.
في شهر أيار عام 1972 كان يزور كاتدرائية القديس بطرس في مدينة الفاتيكان عندما حطم لازلو توث تمثال بيتتا الذي صنعه مايكل أنجلو. كان أول من حاول التصرف ومنع توث من تحطيم التمثال.
في منتصف عام 1970 رمم كاسيلي منزل بحي سانت لويس المتداعي. وهو المشروع الذي أدى إلى بناء ستة مجمعات سكنية جديدة وقام بتصميم الزخارف معمارية. ساعد المشروع كايلي على البدء في إنتاج المنحوتات باحترافية. وسرعان ما أصبح معروفا لأعماله الفنية العامة التي على أشكال حيوانات بدءاً من السلاحف حتى فرس النهر.
افتتح متحف المدينة بعد أن أشترى هو وزوجته السابقة غيل مجمع مباني بمساحة 250 ألف قدم مربع (23ألف متر مربع) والذي شمل مبنى الشو الدولي ومكاتب ومخزن يتألف من 10 طوابق بقيمة 69 سنتا للقدم المربع الواحد في عام 1983. تم ترميم وافتتاح الموقع عام 1997 كمتحف المدينة مماساعد على إشعال طفرة تجديد في وسط مدينة سانت لويس.
ويضم المتحف حوض أسماك ومصنع لصنع رباط الأحذية وشاحنة اطفاء وطائرتان وعجلة فيريس على السطح. مشروع المساحات العامة أدرج المتحف بين «الأماكن العامة العظمى في العالم» في عام 2005. وفي عام 2002 أجبرت الالتزامات المالية كاسيلي على بدء فرض رسوم مالية للزوار الذين يستخدمون مواقف سيارات المتحف. علق كاسيلي لوحة على مواقف سيارات المتحف مكتوب عليها «موقف سيارات الجشع بوب».
وتشمل أعمال كاسيلي الأخرى تماثيل فرس النهر الموجودة في حديقة لعب فرس النهر الموجودة في منتزه ريفرسايد في مانهاتن عام 1993. وفي عام 1997 ساهم كاسيلي بنحت تمثال فرس نهر لسفاري منتزه سنترال بارك قرب شارع دبليو 91. وصمم تمثالين لسلحفتين لمنتزه السلاحف في سانت لويس.
ازيح الستار عن فراشة خرسانية ضخمة تسمى الفراشة الضخمة الغامضة في منتزه فاوست خارج حدائق الفراشات في حديقة النباتات بمدينة تشيسترفيلد في ميزوري عام 1997. يعد تمثال الزرافة الذي صنعه كاسيلي عند مدخل حديقة حيوانات دالاس أطول تمثال في ولاية تكساس بطول 67½ قدم. ومن أعماله أيضا نوافير أسود البحر وتمثال الحبار ذو45 قدم في حديقة حيوانات مدينة سانت لويس.
في عام 2000 بدأ كاسيلي العمل على معرض سمنت لاند لتجهيزه لأغراض أخرى وكان مصنع اسمنت سابق على مساحة 54 فدان (220000 متر مربع) شمال مدينة سانت لويس.
في 26 أيلول عام 2011 توفي كاسيلي في معرض سمنت لاند بعد أن انقلبت الجرافة التي كان يقودها أسفل التل. تاركاً وراءه زوجته الثالثة ميليسا جيوفانا زومبا وطفليهما ديلان وروبرت الثالث وطفلاه من زواجه الثاني ديزي وماكس. وكانت زوجة كاسييلي الأولى سيسيليا ديفيدسون وزوجته الثانية غيل سوليودا.

## قائمة منحوتاته الي كُلف بعملها
- تماثيل ديناصور لمطعم بلانيت هوليوود في مدينة دالاس. «ديناصور من نوع تكس ريكس كبير الحجم» عام 1987-1989 والآن التمثال موجود في مدينة أماريلو في ولاية تكساس في مطعم مزرعة لحم أهل تكساس.
- تمثال مارلين بيركننز في حديقة حيوانات مدينة سانت لويس في عام 1987.
- ستة مداخل مضاءة في معرض مدينة سانت لويس في عام 1991.
- تماثيل فرس النهر في حديقة اللعب بمنتزه ريفرسايد في مدينة منهاتن عام 1993.
- تماثيل في منتزه السلاحف بمنتزه منتزه غابات سانت لويس عام 1996.
- تماثيل منتزه فرس النهر في سنترال بارك في حديقة لعب سفاري بمدينة منهاتن عام 1997.
- تمثال الزرافة في حديقة حيوانات دالاس عام 1997.
- تمثال الفراشة الغامضة والدودة الزاحفة في منتزة فاوست في مدينة تشسترفيلد بولاية ميزوري عام 1998.
- نوافير أسود البحر في حديقة حيوانات مدينة سانت لويس عام 1999 .
- تمثال دينصور مطعم بلانيت هوليوود في مدينة دالاس.
- تماثيل الأنقاض في حديقة بوش في ولاية فيرجينيا ولعبة ركوب الشلال.
- كراسي التفاح في مدينة ويبستر غروفر بولاية ميزوري.

ترجمة ونقل من. انظر تاريخ الصفحة للمؤلفين - GFDL